# Saint-Connec
Saint-Connec [sɛ̃kɔnɛk] est une commune du département des Côtes-d'Armor, dans la région Bretagne, en France.

## Géographie

### Localisation
La commune de Saint-Connec est située dans le sud du département des Côtes-d'Armor, en Argoat, à la limite avec le département du Morbihan. Elle se trouve à vol d'oiseau à 125 km à l'est de Camaret-sur-Mer et à 127 km à l'ouest de Vitré.
|           | Saint-Guen        |               |
| Guerlédan | Saint-Connec      | Saint-Caradec |
|           | Kergrist Morbihan | Hémonstoir    |

### Paysage et relief
La commune est l'une des plus petites du secteur, avec une superficie de seulement 10,93 km2. La commune est peu vallonnée, offrant un paysage de plateau ondulant faiblement. La population est répartie dans de nombreux petits hameaux et fermes isolées aux noms à consonance bretonne et les espaces boisés sont rares.
| - Carte topographique de la commune de Saint-Connec. |

### Hydrographie
Pour un article plus général, voir Réseau hydrographique des Côtes-d'Armor.
La commune est située dans le bassin Loire-Bretagne. Elle est drainée par le Lotavy, le Pendelin, le Perchenic et le Saint Quidic,,.
Le Lotavy, d'une longueur de 11 km, prend sa source dans la commune de Guerlédan et se jette  dans le canal de Nantes à Brest à Guerlédan, après avoir traversé quatre communes. 

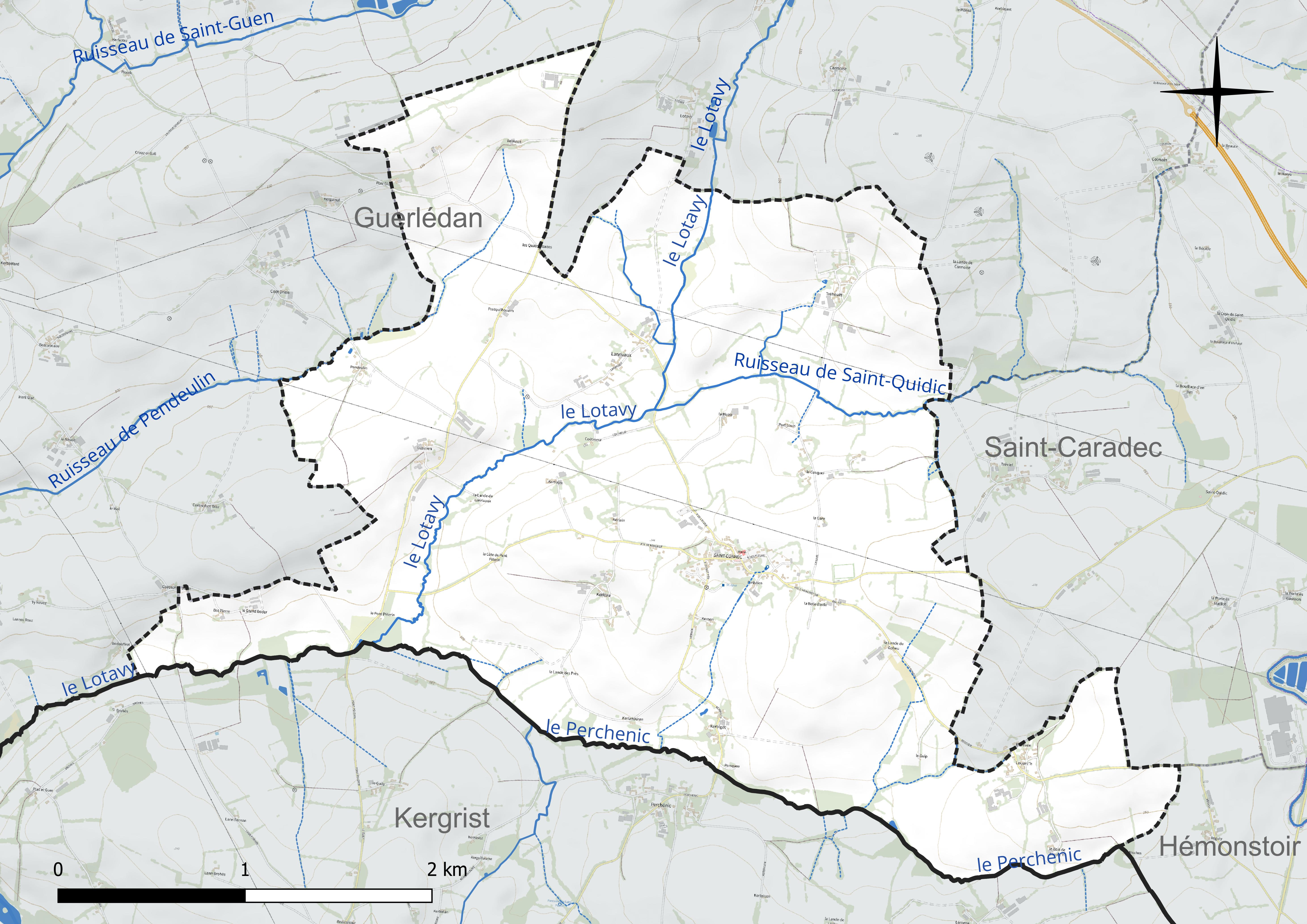
Réseau hydrographique de Saint-Connec.

### Climat
Pour des articles plus généraux, voir Climat de la Bretagne et Climat des Côtes-d'Armor.
En 2010, le climat de la commune est de type climat océanique franc, selon une étude du CNRS s'appuyant sur une série de données couvrant la période 1971-2000. En 2020, Météo-France publie une typologie des climats de la France métropolitaine dans laquelle la commune est exposée à un climat océanique et est dans la région climatique  Finistère nord, caractérisée par une pluviométrie élevée, des températures douces en hiver (6 °C), fraîches en été et des vents forts. Parallèlement l'observatoire de l'environnement en Bretagne publie en 2020 un zonage climatique de la région Bretagne, s'appuyant sur des données de Météo-France de 2009. La commune est, selon ce zonage, dans la zone « Intérieur », exposée à un climat médian, à dominante océanique.  
Pour la période 1971-2000, la température annuelle moyenne est de 11,2 °C, avec une amplitude thermique annuelle de 11,7 °C. Le cumul annuel moyen de précipitations est de 931 mm, avec 14,5 jours de précipitations en janvier et 7 jours en juillet. Pour la période 1991-2020, la température moyenne annuelle observée sur la station météorologique la plus proche, située sur la commune de Loudéac à 12 km à vol d'oiseau, est de 11,5 °C et le cumul annuel moyen de précipitations est de 922,6 mm,. Pour l'avenir, les paramètres climatiques de la commune estimés pour 2050 selon différents scénarios d'émission de gaz à effet de serre sont consultables sur un site dédié publié par Météo-France en novembre 2022.

## Urbanisme

### Typologie
Au 1er janvier 2024, Saint-Connec est catégorisée commune rurale à habitat très dispersé, selon la nouvelle grille communale de densité à 7 niveaux définie par l'Insee en 2022.
Elle est située hors unité urbaine et hors attraction des villes,.

### Occupation des sols
L'occupation des sols de la commune, telle qu'elle ressort de la base de données européenne d’occupation biophysique des sols Corine Land Cover (CLC), est marquée par l'importance des territoires agricoles (100 % en 2018), en augmentation par rapport à 1990 (96,7 %). La répartition détaillée en 2018 est la suivante : 
terres arables (76,7 %), zones agricoles hétérogènes (19,6 %), prairies (3,6 %). L'évolution de l’occupation des sols de la commune et de ses infrastructures peut être observée sur les différentes représentations cartographiques du territoire : la carte de Cassini (XVIIIe siècle), la carte d'état-major (1820-1866) et les cartes ou photos aériennes de l'IGN pour la période actuelle (1950 à aujourd'hui).

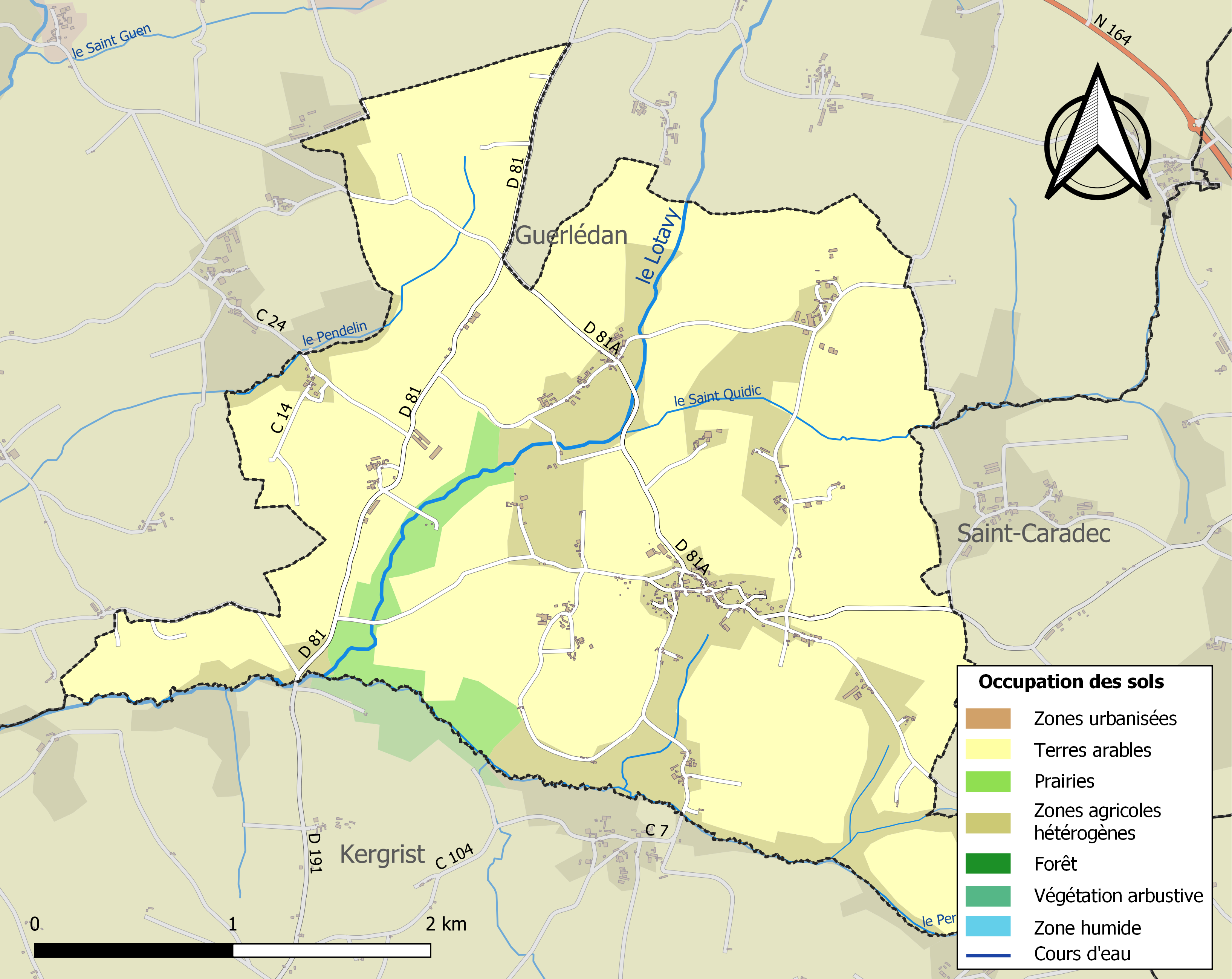
Carte des infrastructures et de l'occupation des sols de la commune en 2018 (CLC).

## Toponymie
Variations de Saint-Connec dans le temps, selon les tentatives de transcription du système phonétique du breton avec l'alphabet latin :
- 1284 : Villa de Sancto Conoto
- 1535 : treffve Sainct Conec
- 1658 : Saint Gonnec
- 1676 : Saint Gonnet
- 1678 : Saint Gonet

Le nom en breton de la commune est Sant-Koneg et Saint Coné en gallo.
Saint-Connec vient de Conec (un saint breton), ancien disciple, semble-t-il, de saint Caradec.
Charles Le Goffic émet l'hypothèse que saint Connec serait Thomas Conecte, un prédicateur breton de l'ordre des Carmes, brûlé à Rome comme hérétique, relaps et partisan du mariage des prêtres.
Une autre possibilité, évoquée aussi par Charles Le Goffic, serait qu'il s'agisse de saint Connec (saint Connec ou Conec (saint Conec ou Conoc, compagnon de Paul Aurélien, dont la forme hypocoristique en vieux breton est Toconoc, devenu Tégonnec (appelé ici Thégonnec). D’après la légende, saint Thégonnec, chassé du hameau de Tréfentec (en Plonévez-Porzay) dont il était originaire, se replia à Plogonnec qui lui rendit hommage en le prenant comme éponyme), comme pour Plogonnec et Saint-Thégonnec.

## Histoire

### LeXXesiècle

#### La Belle Époque
En 1913 l'école communale de filles de Saint-Connec accueillait 3 élèves et l'école privée 51 filles.

#### Les guerres duXXesiècle
Le monument aux Morts porte les noms des 35 soldats morts pour la Patrie :
- 29 sont morts durant la Première Guerre mondiale.
- 3 sont morts durant la Seconde Guerre mondiale.
- 3 sont morts durant la Guerre d'Algérie.

## Politique et administration
| Période                                  | Période   | Identité                   | Étiquette | Qualité                                            |
| ---------------------------------------- | --------- | -------------------------- | --------- | -------------------------------------------------- |
| Les données manquantes sont à compléter. |           |                            |           |                                                    |
| ca. 1939                                 |           | M. Beaudic                 |           |                                                    |
| avant 1946                               | mars 1965 | Victor Le Goff (1883-1970) |           | Maire honoraire                                    |
| mars 1965                                | mars 1971 | Jean Ruban                 |           |                                                    |
| mars 1971                                | mars 1983 | Maurice Cuven              |           |                                                    |
| mars 1983                                | En cours  | Rolland Le Lostec          | DVG       | Enseignant retraité Réélu pour le mandat 2020-2026 |

### Jumelages
Sarria (province de Lugo) (Espagne)

## Démographie
L'évolution du nombre d'habitants est connue à travers les recensements de la population effectués dans la commune depuis 1793. Pour les communes de moins de 10 000 habitants, une enquête de recensement portant sur toute la population est réalisée tous les cinq ans, les populations de référence des années intermédiaires étant quant à elles estimées par interpolation ou extrapolation. Pour la commune, le premier recensement exhaustif entrant dans le cadre du nouveau dispositif a été réalisé en 2005.

En 2022, la commune comptait 258 habitants, en évolution de +1,18 % par rapport à 2016 (Côtes-d'Armor : +1,78 %, France hors Mayotte : +2,11 %).
| 1793 | 1800 | 1806 | 1821 | 1831 | 1836 | 1841 | 1846 | 1851 |
| ---- | ---- | ---- | ---- | ---- | ---- | ---- | ---- | ---- |
| 664  | 647  | 612  | 767  | 580  | 633  | 671  | 716  | 691  |

| 1856 | 1861 | 1866 | 1872 | 1876 | 1881 | 1886 | 1891 | 1896 |
| ---- | ---- | ---- | ---- | ---- | ---- | ---- | ---- | ---- |
| 681  | 634  | 643  | 633  | 652  | 595  | 613  | 584  | 632  |

| 1901 | 1906 | 1911 | 1921 | 1926 | 1931 | 1936 | 1946 | 1954 |
| ---- | ---- | ---- | ---- | ---- | ---- | ---- | ---- | ---- |
| 604  | 678  | 628  | 603  | 591  | 557  | 515  | 505  | 524  |

| 1962 | 1968 | 1975 | 1982 | 1990 | 1999 | 2005 | 2006 | 2010 |
| ---- | ---- | ---- | ---- | ---- | ---- | ---- | ---- | ---- |
| 472  | 440  | 383  | 332  | 280  | 276  | 296  | 297  | 266  |

| 2015 | 2020 | 2022 | - | - | - | - | - | - |
| ---- | ---- | ---- | - | - | - | - | - | - |
| 254  | 260  | 258  | - | - | - | - | - | - |

## Lieux et monuments

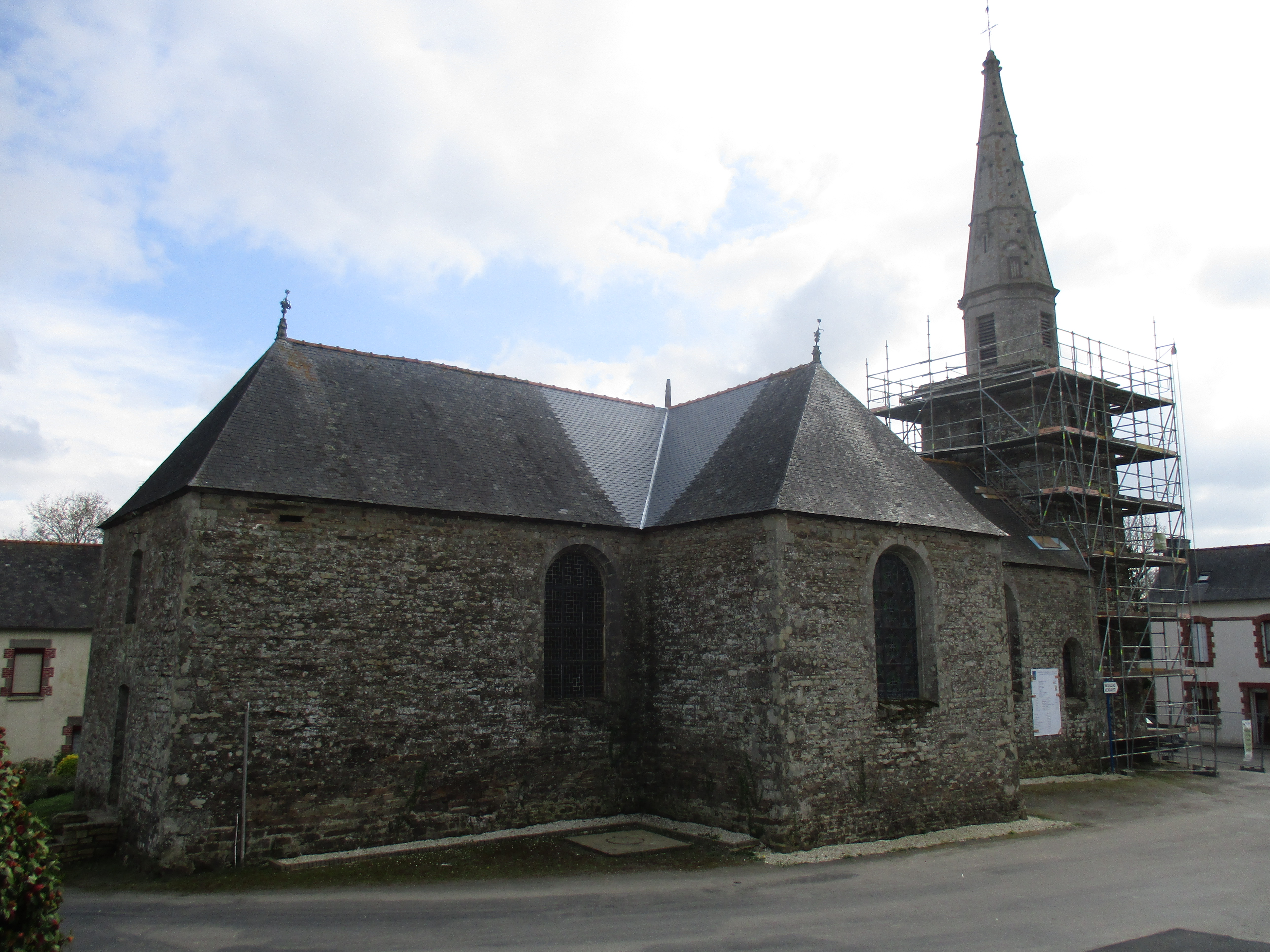
L'église Saint-Gonéry.

- Le calvaire
- Le lavoir
- L'église Saint-Gonéry